# Kanekotrochus
Kanekotrochus is een geslacht van weekdieren uit de klasse van de Gastropoda (slakken).

## Soorten
- Kanekotrochus boninensis (Okutani, 2001)
- Kanekotrochus infuscatus (Gould, 1861)
- Kanekotrochus vietnamensis Dekker, 2006